# Herbert I van Thouars
Herbert I van Thouars (ca. 925 - ca. 987) was een zoon van Amalrik II van Thouars en van Eleonora. Hij volgde in 960 zijn overleden vader op als burggraaf van Thouars. Herbert was gehuwd met Hildegarde (929-1020), dochter van Cadelon II burggraaf van Aunay en zijn eerste vrouw Senegonde, en werd de vader van:
- Almarik III
- Savary III
- Rudolf.
- Theobald
- Godfried

Hildegarde deed in 988 een schenking aan Saint-Maixent in verband met de begrafenis van Herbert. Zij hertrouwde met graaf Arnoud II van Angoulême.